# Armi Kuusela
Armi Kuusela (tên khai sinh Armi Helena Kuusela, sinh ngày 20 tháng 8 năm 1934 tại Muhos) là một hoa hậu của Phần Lan. Bà đại diện cho Phần Lan tham dự cuộc thi Hoa hậu Hoàn vũ năm 1952 được tổ chức tại Mỹ và đã trở thành người phụ nữ đầu tiên trên thế giới đoạt danh hiệu này. Người kế vị của bà là Christiane Martel, hoa hậu hoàn vũ 1953 đến từ Pháp.
Bà là người tiên phong trong hoa hậu hoàn vũ

## Hình ảnh

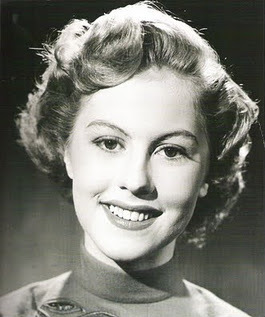
Armi Kuusela
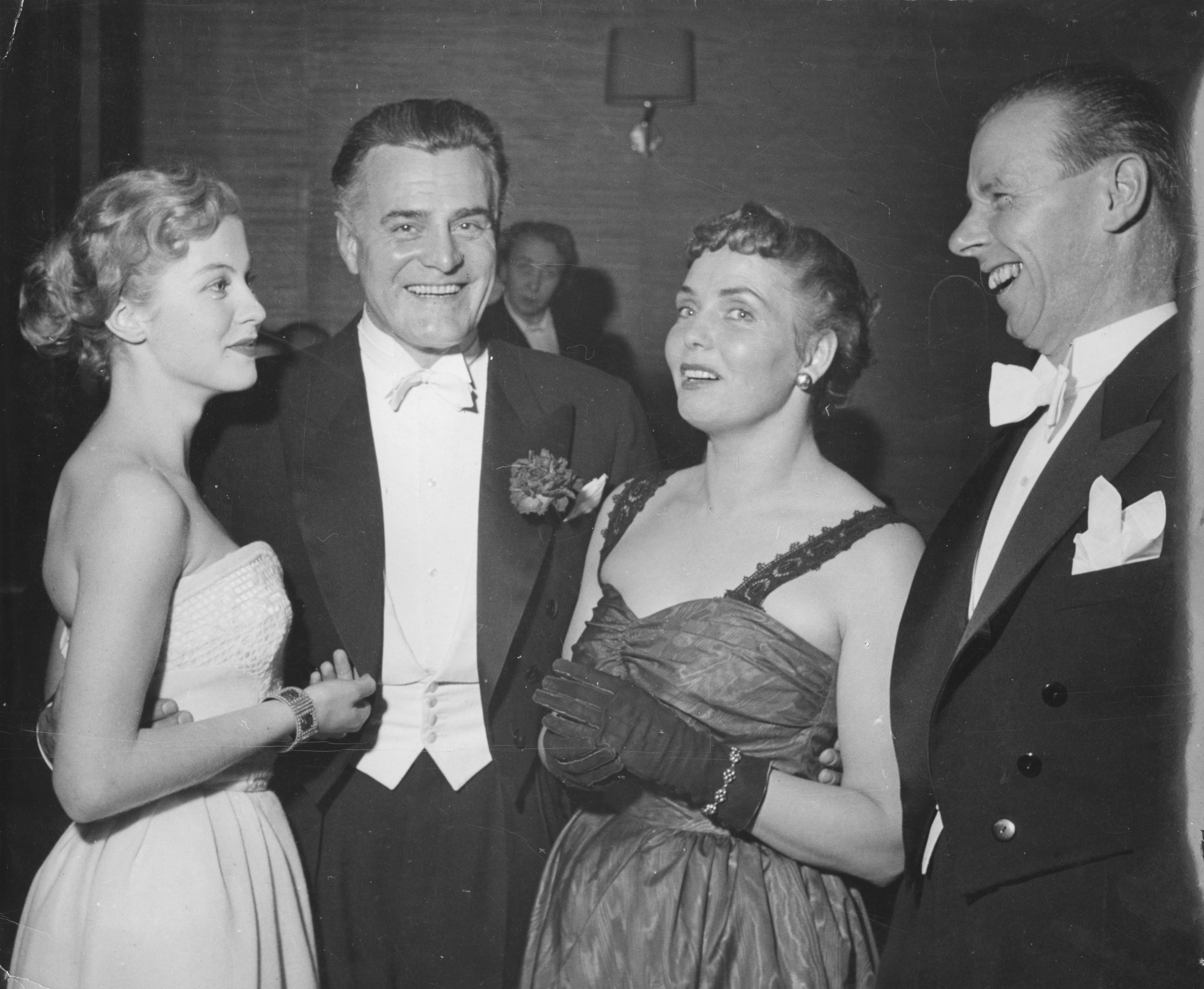
Armi Kuusela, Tauno Palo, Mirjami Kuosmanen & Veikko Itkonen
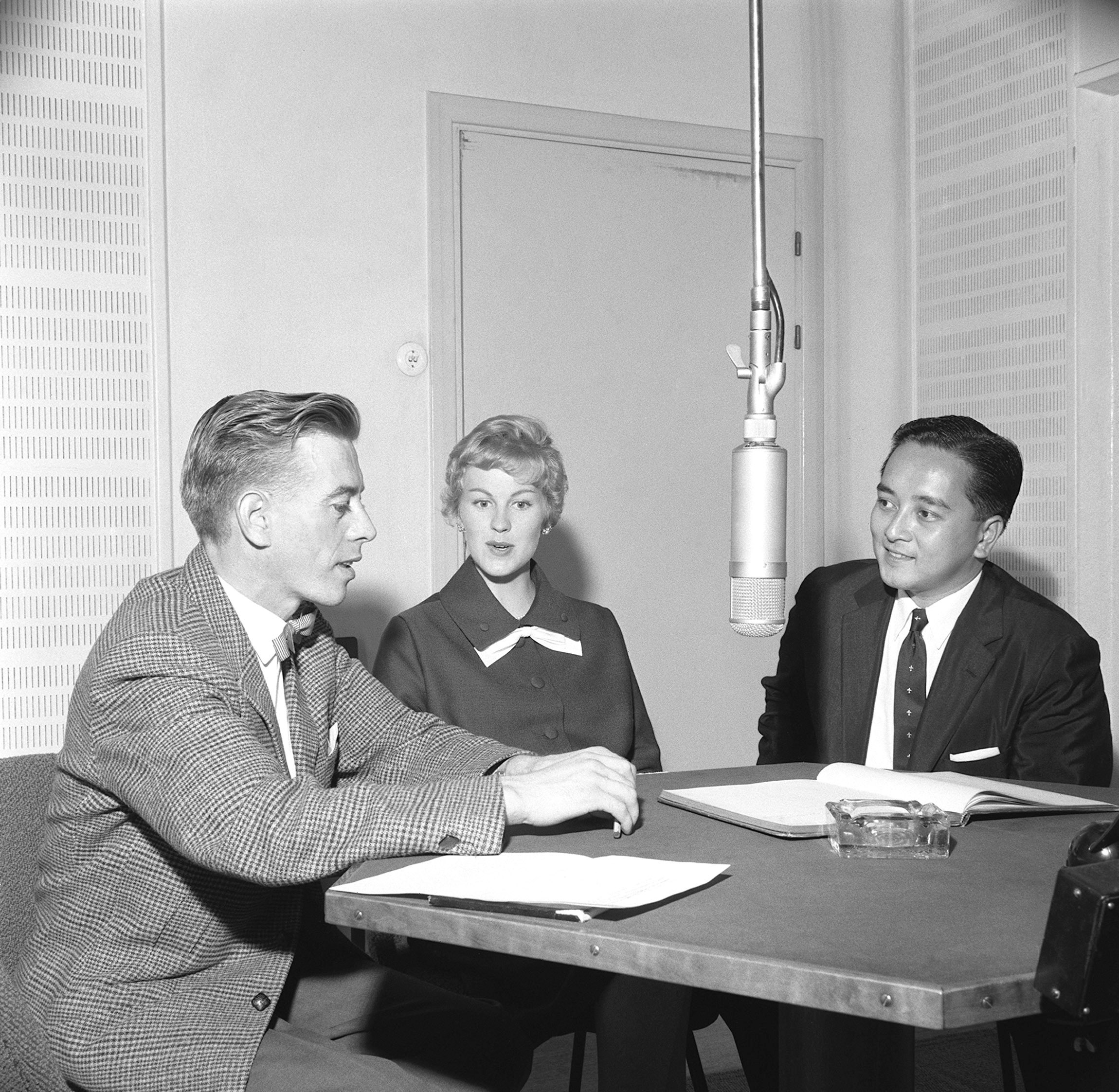
Armi Kuusela và chồng, Gil Hilario trong một cuộc phỏng vấn